# Acacia ormocarpoides
Acacia ormocarpoides é uma espécie de leguminosa do gênero Acacia, pertencente à família Fabaceae.